# Åtvidaberg (đô thị)
Đô thị Åtvidaberg (Åtvidabergs kommun) là một đô thị ở hạt Östergötland ở đông nam Thụy Điển. Thủ phủ là thị xã Åtvidaberg với 7.000 dân.
Đô thị hiện nay đã được thành lập năm 1971, khi thị xã (köping) Åtvidaberg (thành lập năm 1947) được hợp nhất với các đô thị nông nghiệp xung quanh. Một phần của lãnh thổ hiện nay đã được chuyển sang cho hạt Kalmar.

## Các đơn vị dân số
- Berg
- Björsäter
- Falerum
- Grebo
- Åtvidaberg (thủ phủ)
- Fröjerum